# Italioter

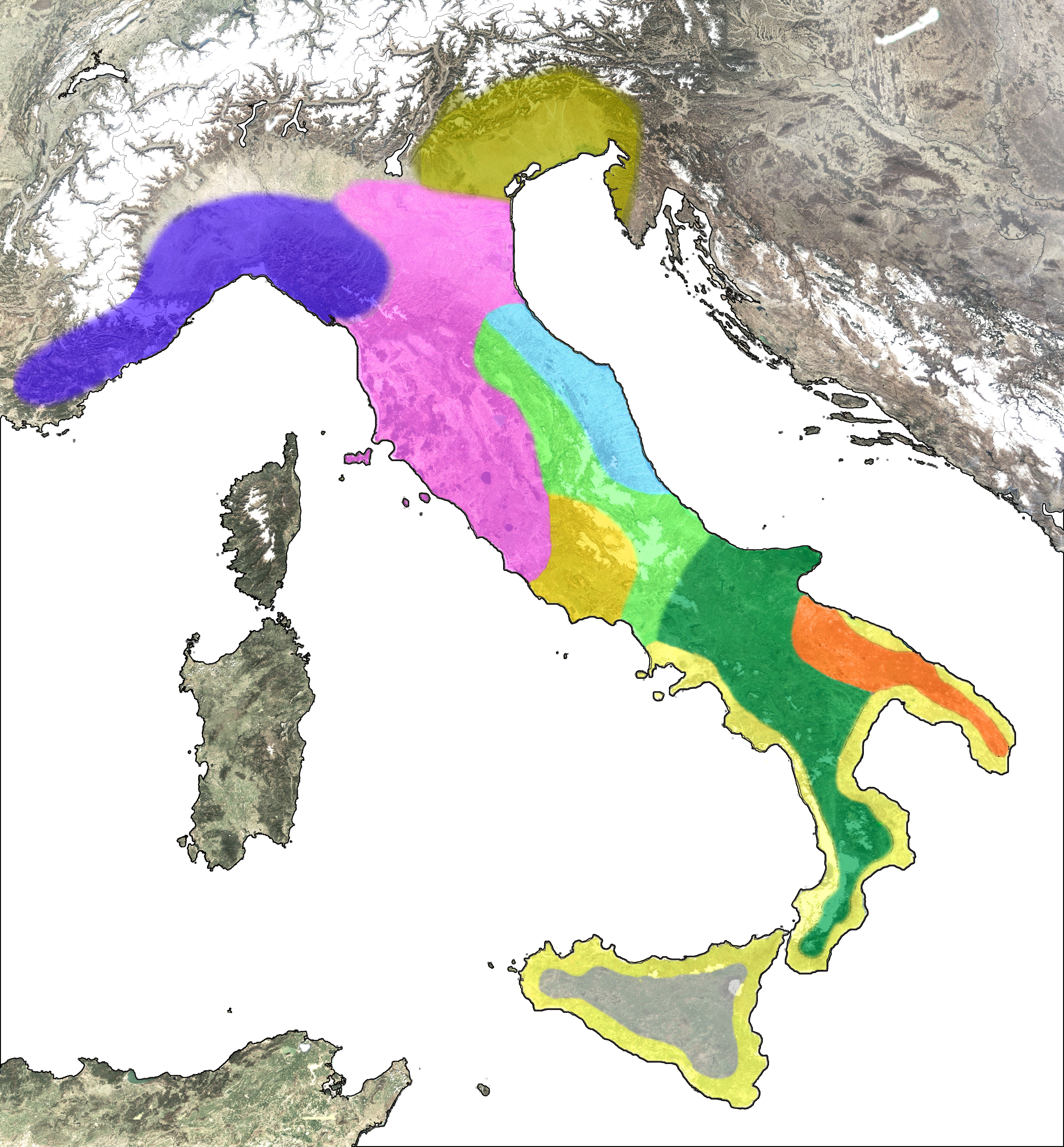
De viktigaste folkslagen i Italien 800 f.Kr.:
ligurer, veneter, etrusker, picener, umbrer, latiner, osker, messapier och greker.

Italioter var greker som bodde på södra delen av apenninska halvön under antiken, framförallt vid kusterna. Den grekiska koloniseringen började på 700-talet f.Kr. och området blev i stor utsträckning helleniserat. Romarna kallade också området för Stor-Grekland - Magna Graecia. I Magna Graecia fanns en lång rad grekiska kolonier, bland dessa kan nämnas Tarentum, Heraclea, Metapontum, Rhegion, Kyme, Neapolis och Poseidonia.  
Italiotiska förbundet kontrollerades av kolonin Tarentum från slutet på 400-talet f.Kr. Italiotiska förbundet krossades av Dionysios d.ä. av Syrakusa i samband med slaget vid Elleporus år 389 f.Kr.